# Route nationale 662
Die Route nationale 662, kurz N 662 oder RN 662, war eine französische Nationalstraße, die von 1933 bis 1973 in zwei Teilen zwischen Vers und Marcillac-Vallon verlief. Ihre Gesamtlänge betrug 107 Kilometer. 1973 wurde der Abschnitt zwischen Capdenac und Saint-Christophe-Vallon in die neue Führung der Nationalstraße 140 integriert. Dieser wurde 2006 abgestuft.